# Гахокідзе Михайло Леванович
Михайло Леванович Гахокідзе (19 квітня 1909 — 31 грудня 1972) — Герой Радянського Союзу (1942).

## Життєпис
Народився 19 квітня 1909 року в селі Кваіті (Грузія) у селянській родині. Грузин.
Член ВКП(б) з 1932 року. В 1936 році закінчив рабфак при Тбіліському державному університеті, в 1941 році — партійну школу при ЦК КП Грузії.
З червня 1941 року в РСЧА. З грудня того ж року на фронтах німецько-радянської війни. Відзначився під час другої оборони Севастополя.
Політрук 386-ї стрілецької дивізії (Приморська армія, Північно-Кавказький фронт) молодший політрук Гахокідзе в бою під Севастополем з трьома бійцями, опинившись відрізаним від своєї частини, захопив кулемет противника і відкрив з нього вогонь, знищивши до взводу гітлерівців.
З грудня 1946 року капітан Гахокідзе в запасі. Жив і працював у Тбілісі.
Помер 31 грудня 1972 року.

## Звання та нагороди
20 червня 1942 року Михайлу Левановичу Гахокідзе присвоєно звання Героя Радянського Союзу.
Також нагороджений:
- орденом Леніна
- медалями

## Вшанування пам'яті
Ім'я М. Л. Гахокідзе викарбувано на одній з плит в Меморіалі на честь героїв другої оборони Севастополя, де зазначені Герої Радянського Союзу, що брали участь в обороні міста.